# 翻石鹬

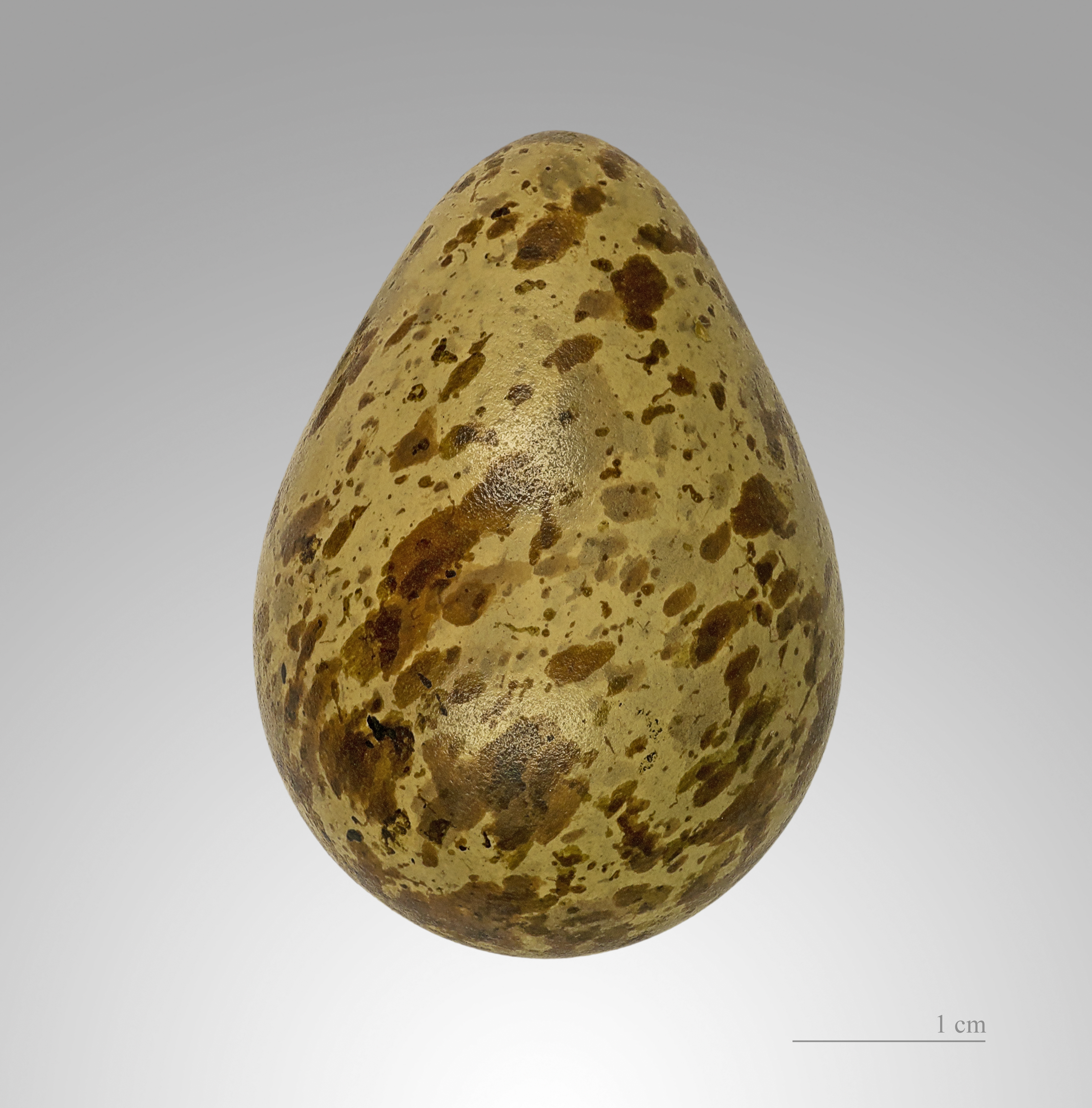
翻石鹬的卵

翻石鹬（学名：Arenaria interpres）是一種小型的遍佈全球的涉禽，屬於鷸科（Scolopacidae）的兩種翻石鷸之一，屬於翻石鷸屬（Arenaria）。该物种的模式产地在瑞典。
現在翻石鷸被分類在鷸科，但以前有時被歸類於鴴科（Charadriidae）。它是一種高度遷徙的鳥類，在歐亞大陸和北美的北部繁殖，冬季飛往全球各地的海岸線過冬。在其大部分分佈區內，它是唯一的翻石鹬物種。

## 分類
翻石鷸最早由瑞典博物學家卡爾·林奈於1758年在他的自然系統的第十版中正式描述，並命名為Tringa interpres的雙名。 現在這個物種與黑濱鷸一起被歸類於法國動物學家馬蒂蘭·雅克·布里松於1760年引入的翻石鷸屬（Arenaria），翻石鷸為模式種。 屬名arenaria來自拉丁文arenarius，意為「居住在沙地」，源自arena，意為「沙子」。具體名稱interpres意為「信使」；當林奈在1741年訪問哥特蘭島時，他認為瑞典語單詞Tolk意為「翻譯者」適用於這個物種，但在當地方言中，該單詞實際上是指「腿」，用來描述赤足鷸。
兩個亞種被認可：
- A. i. interpres（林奈, 1758）— 繁殖於加拿大東北部、格陵蘭、歐洲北部至西伯利亞東北部和阿拉斯加西部；冬季於歐洲西部、南部、非洲、亞洲東南部、大洋洲、太平洋群島、美國西部和墨西哥西部過冬。在中国，分布于华东、南至海南和西沙群岛、西至青海和西藏等地。该物种的模式产地在瑞典。[7]
- A. i. morinella（林奈, 1766）— 繁殖於阿拉斯加東北部和加拿大北部；冬季於美國南部至南美洲過冬

## 描述
這是一種體型較小且壯碩的鳥類，長度約為22—24 cm（8.7—9.4英寸），翼展為50—57 cm（20—22英寸），重量約為85—150 g（3.0—5.3 oz）。暗色的楔形喙長度約為2—2.5 cm（0.79—0.98英寸），稍微向上翹起。腿部相對較短，約為3.5 cm（1.4英寸），呈亮橙色。
在所有季節中，羽毛以一種類似小丑的黑白圖案為主。繁殖期的鳥類上部為紅棕色，帶有黑色斑紋。頭部主要為白色，頭頂有黑色條紋，臉部有黑色圖案。胸部主要為黑色，兩側有白色斑塊。其餘下部為白色。在飛行時，顯示出白色翼帶、翼基部附近的白色斑塊，以及白色的下背、臀部和尾部，尾上覆羽和尾端附近有深色帶。雌鳥的顏色稍顯暗淡，頭部有更多的棕色和條紋。
非繁殖期的成鳥顏色較暗淡，上部為深灰褐色，帶有黑色斑點，頭部較暗，幾乎沒有白色。幼鳥頭部呈淺褐色，上部羽毛邊緣為淺色，形成鱗片狀的外觀。
亞種morinella的鳥體型較小，上部較暗，頭頂條紋較少。
翻石鷸具有斷斷續續、顫抖的叫聲，還有在繁殖季節主要發出的吱吱喳喳的警報聲。

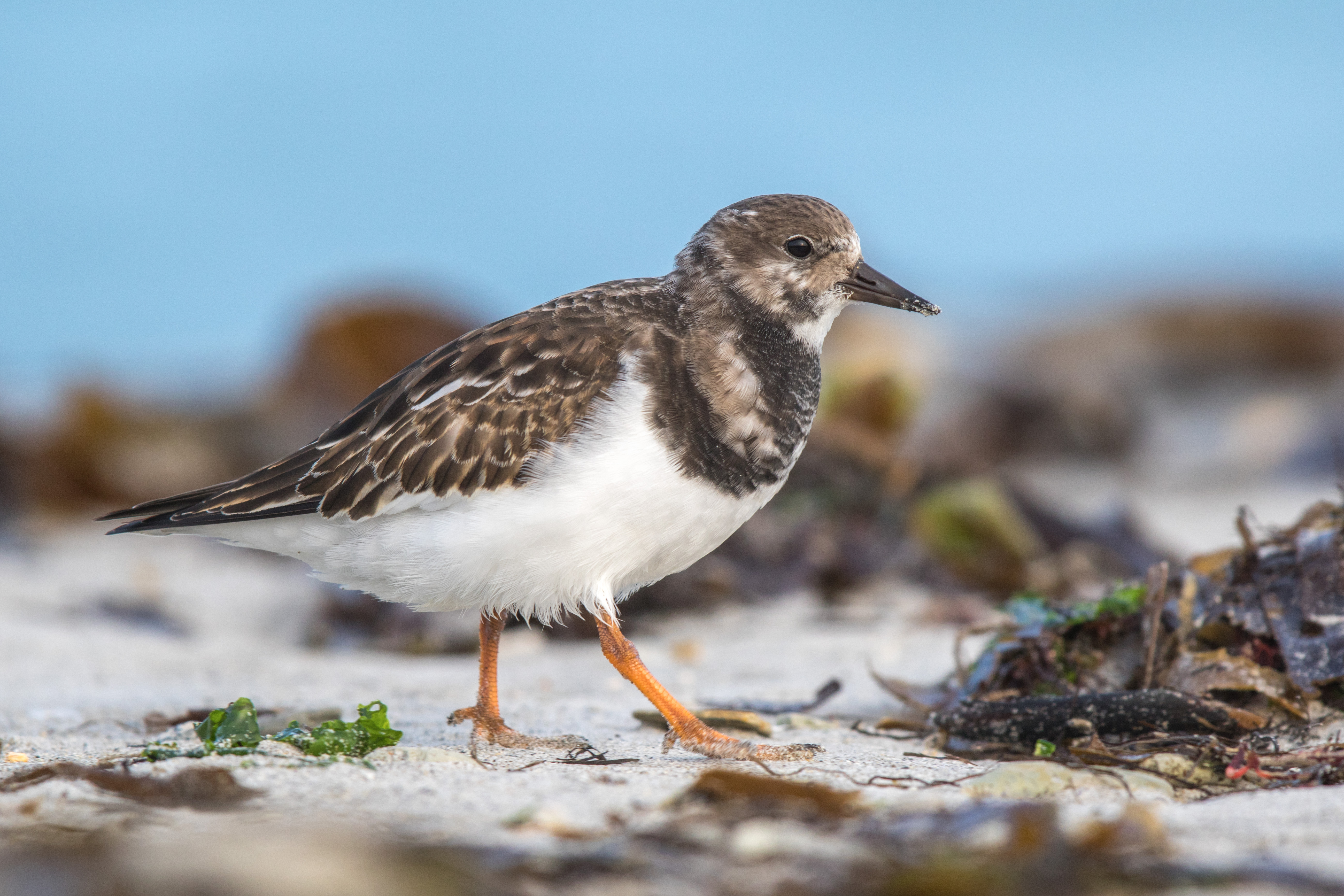
在黑爾戈蘭、北海
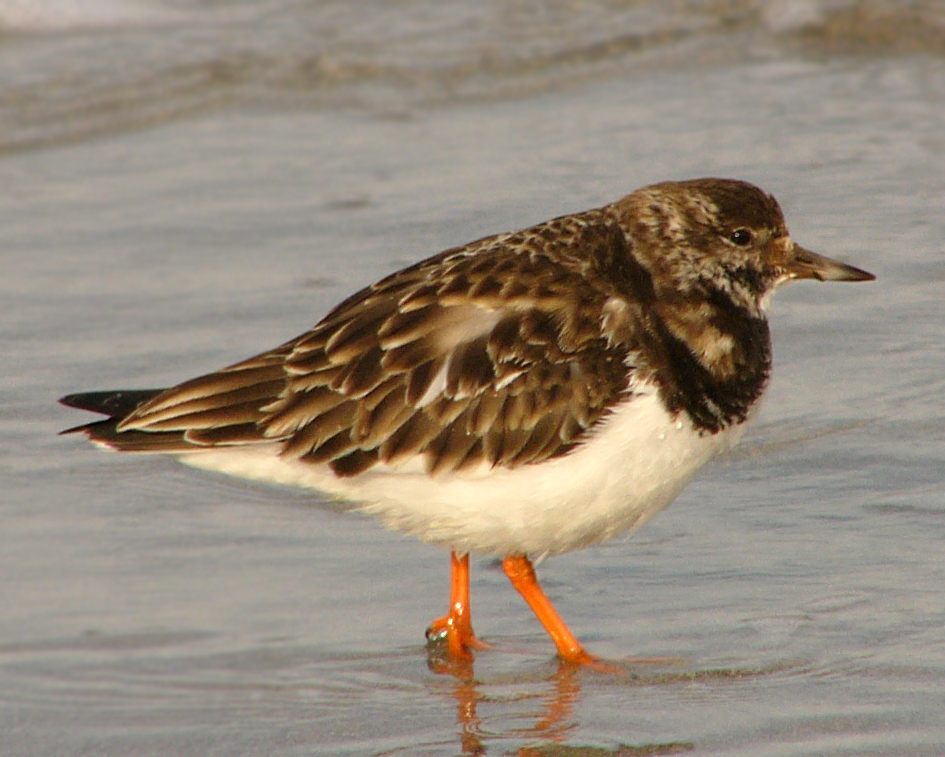
非繁殖羽
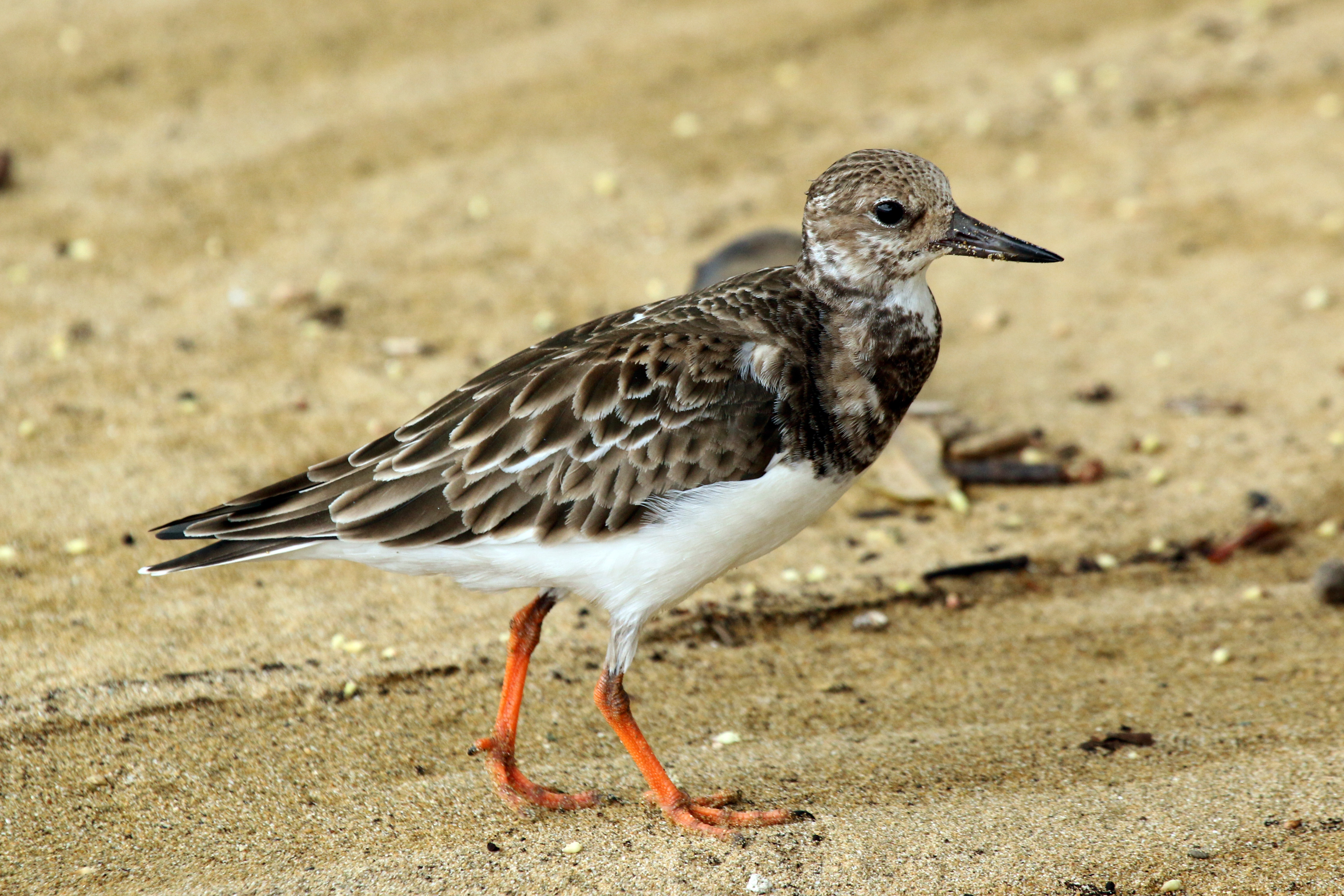
A. i. morinella 於多巴哥
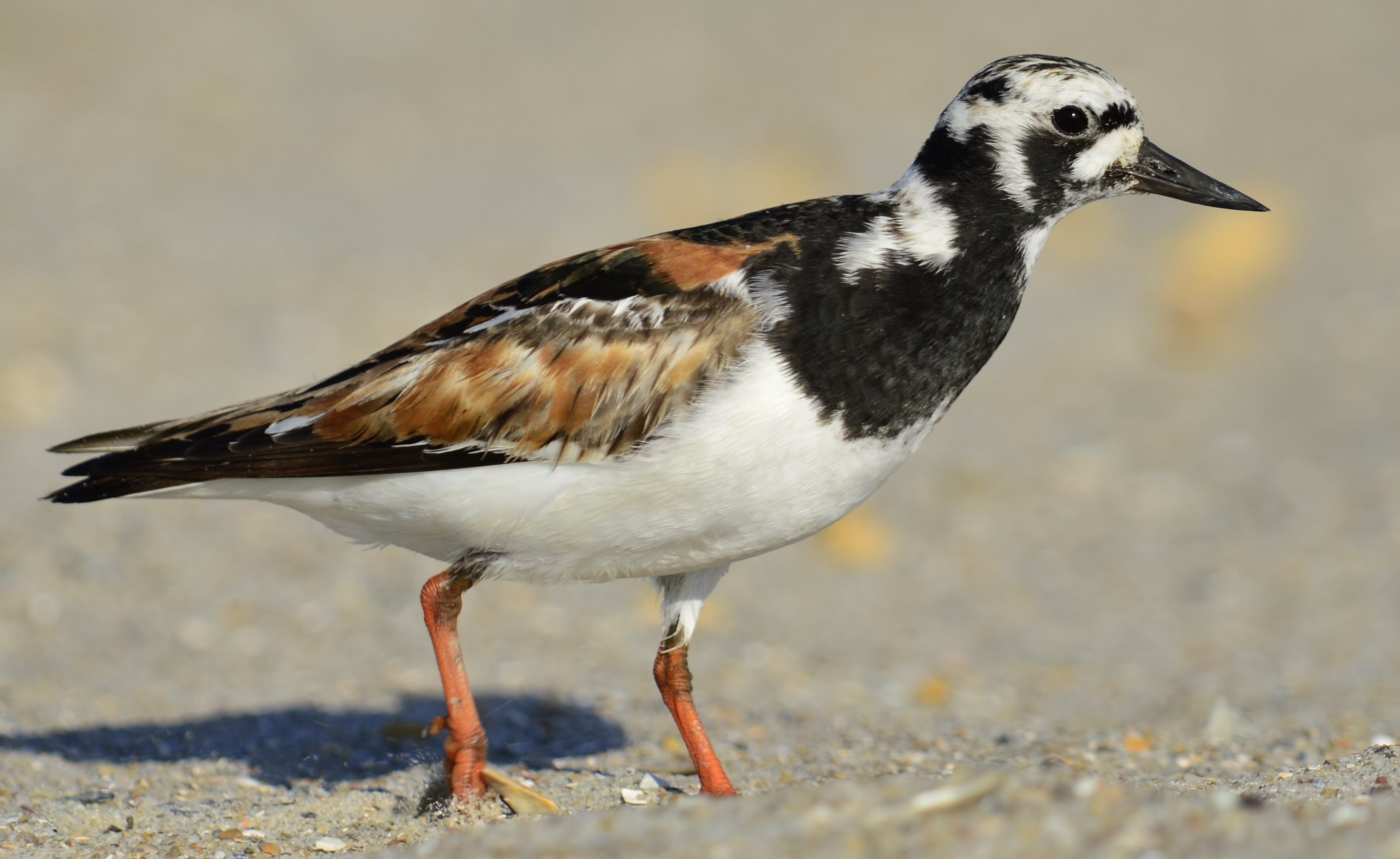
在禿頭島，北卡羅來納州
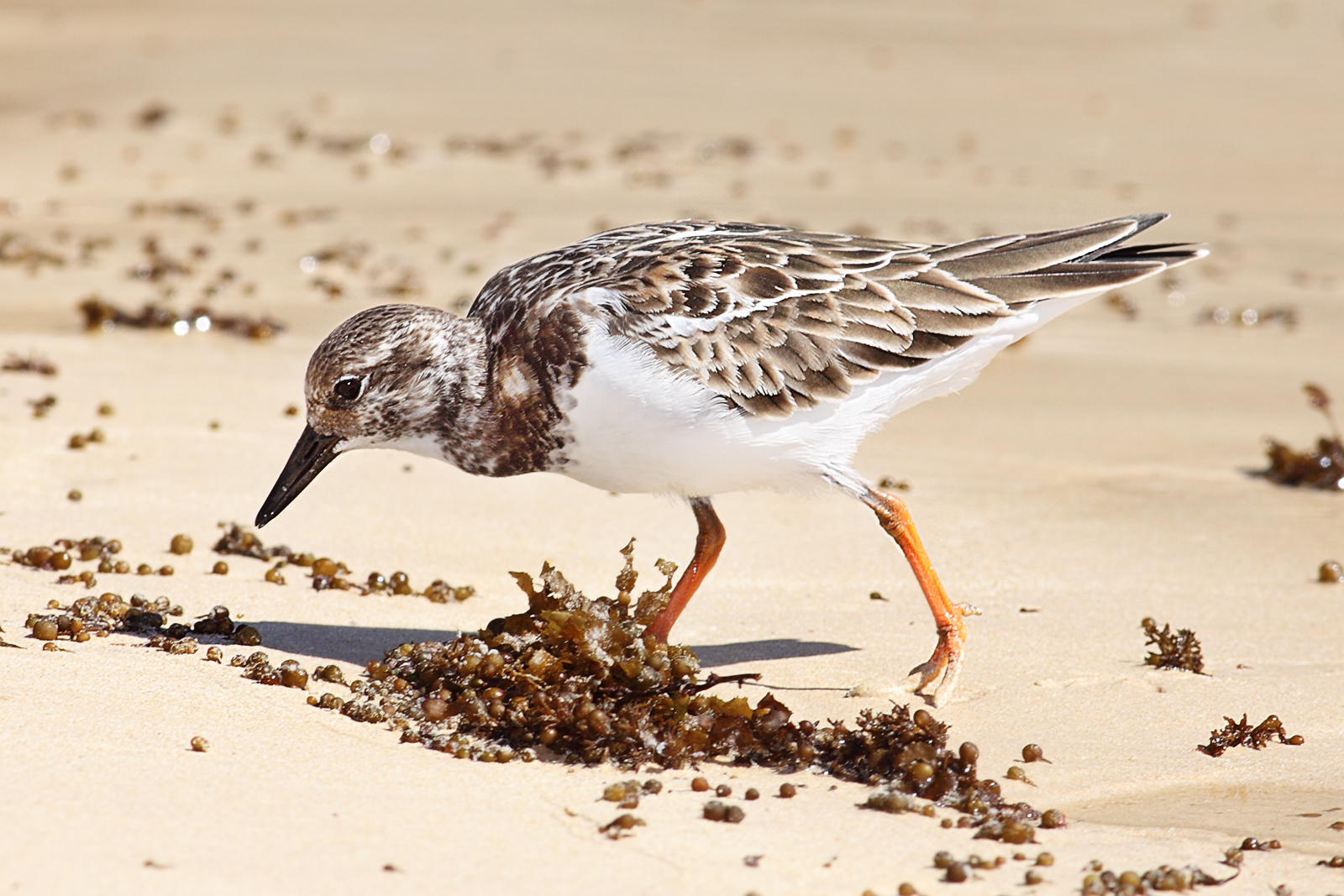
在 弗洛雷安納島、加拉巴哥群島
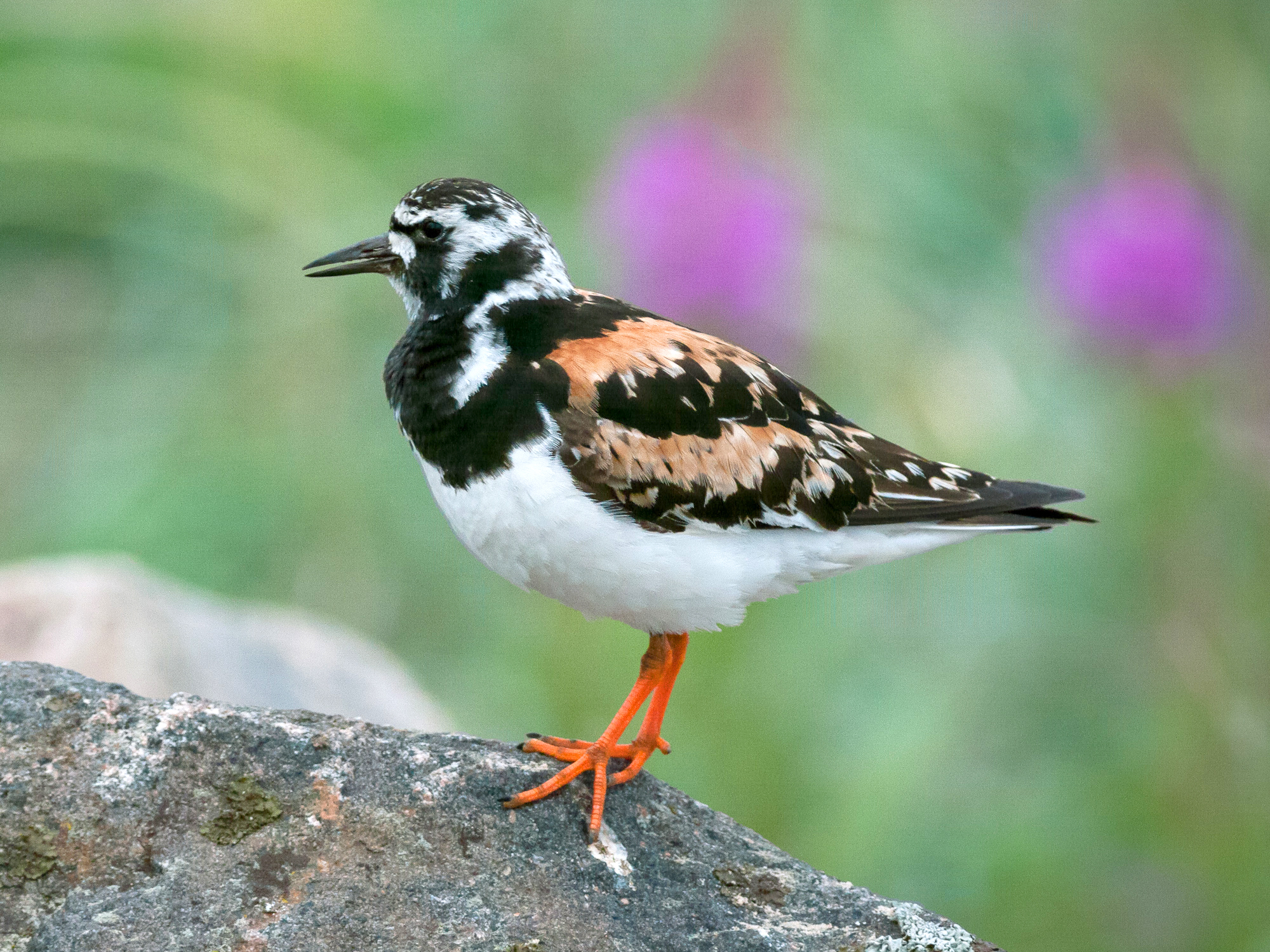
在 海盧奧托, 芬蘭
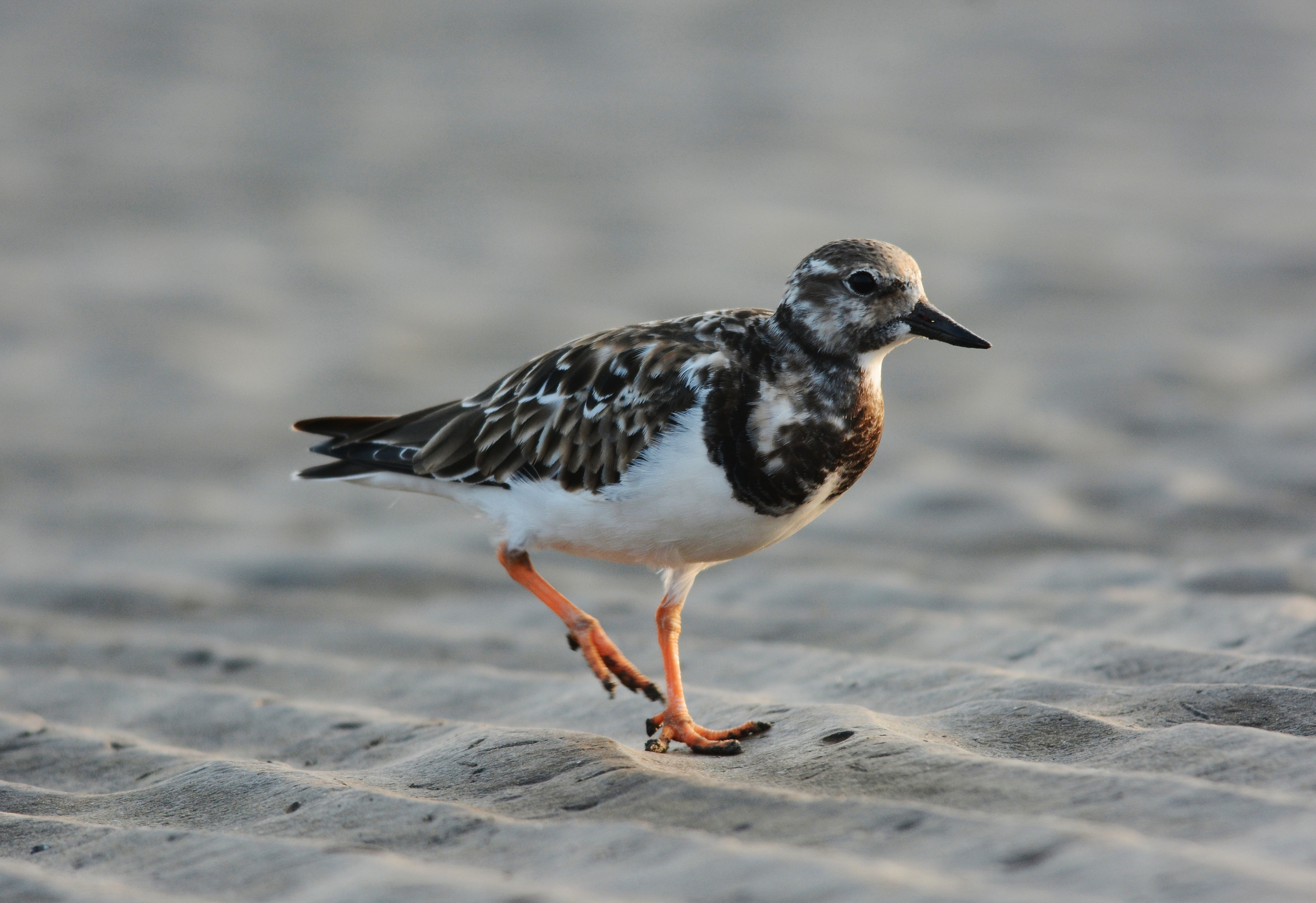
於 印度
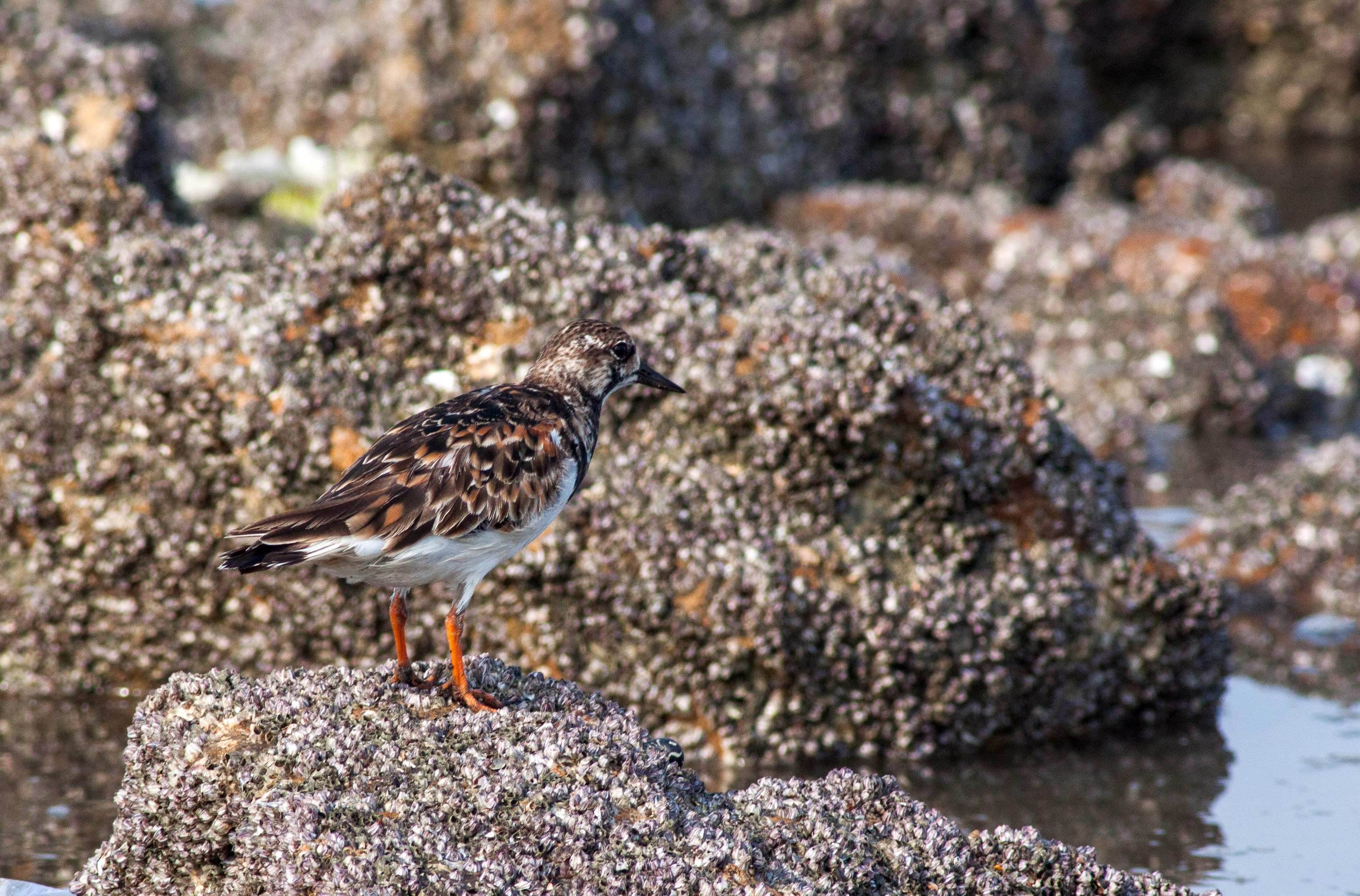
翻石鷸，瓦賽, 馬哈拉施特拉邦，印度, 十二月
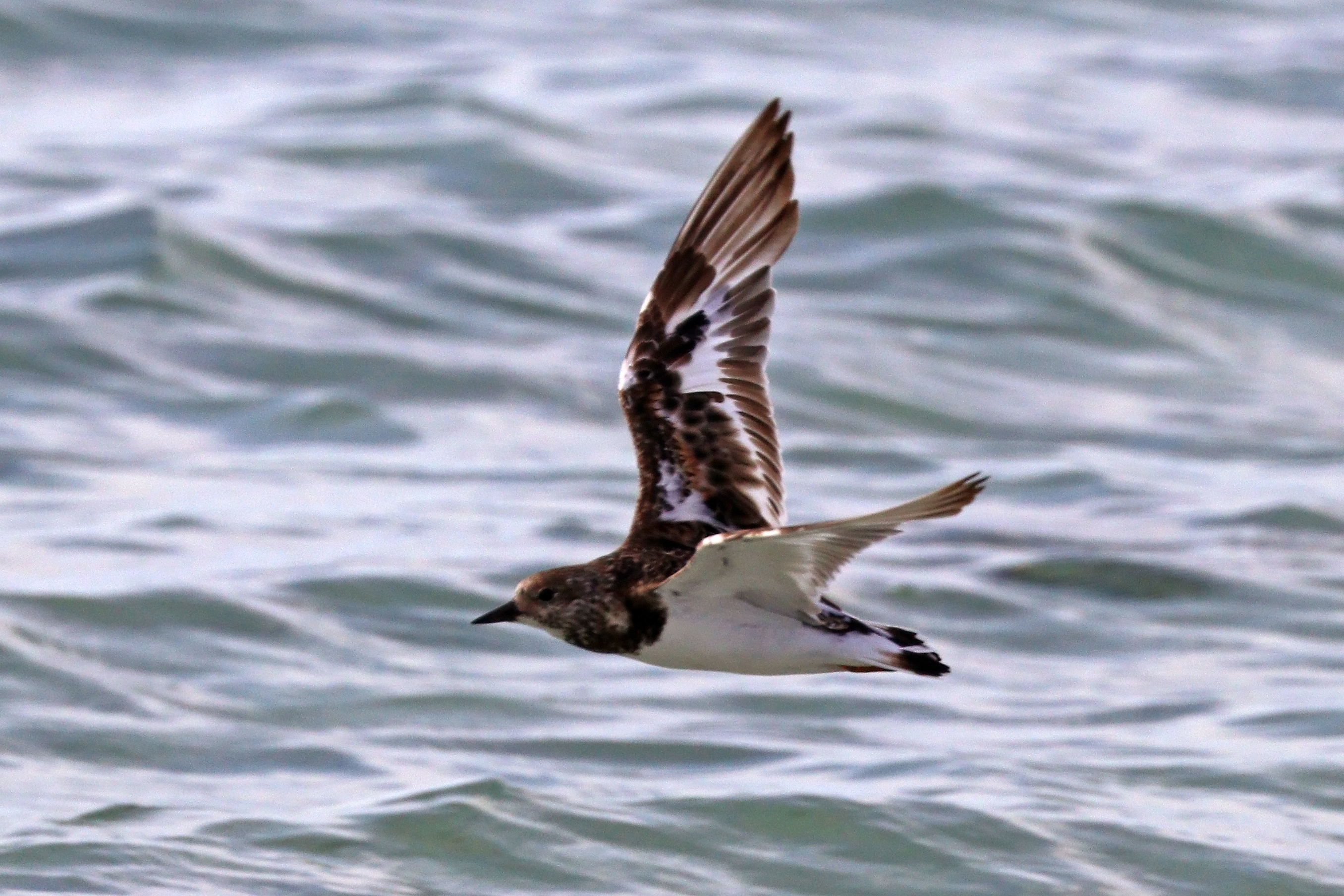
飛行中，非繁殖羽，馬達加斯加
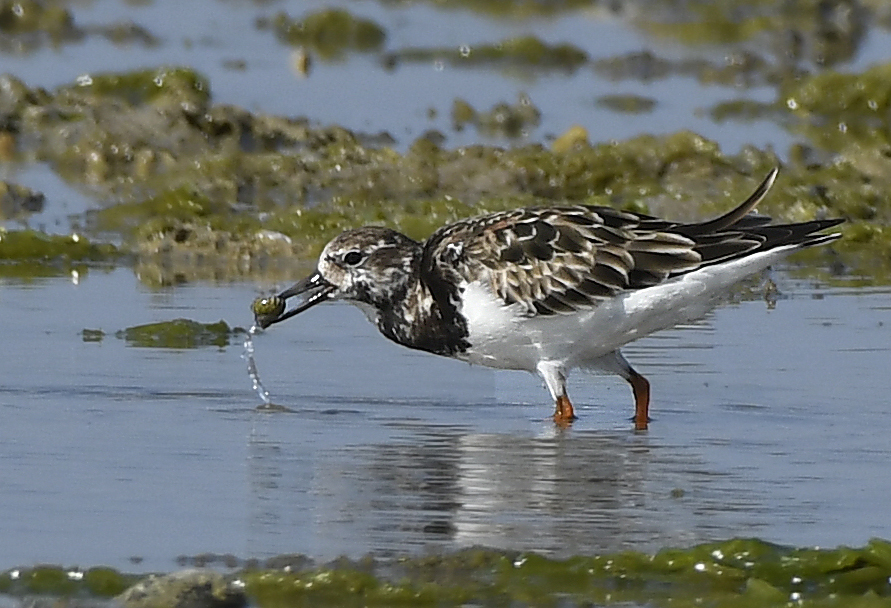
在納拉拉，賈姆訥格爾，印度

## 分佈

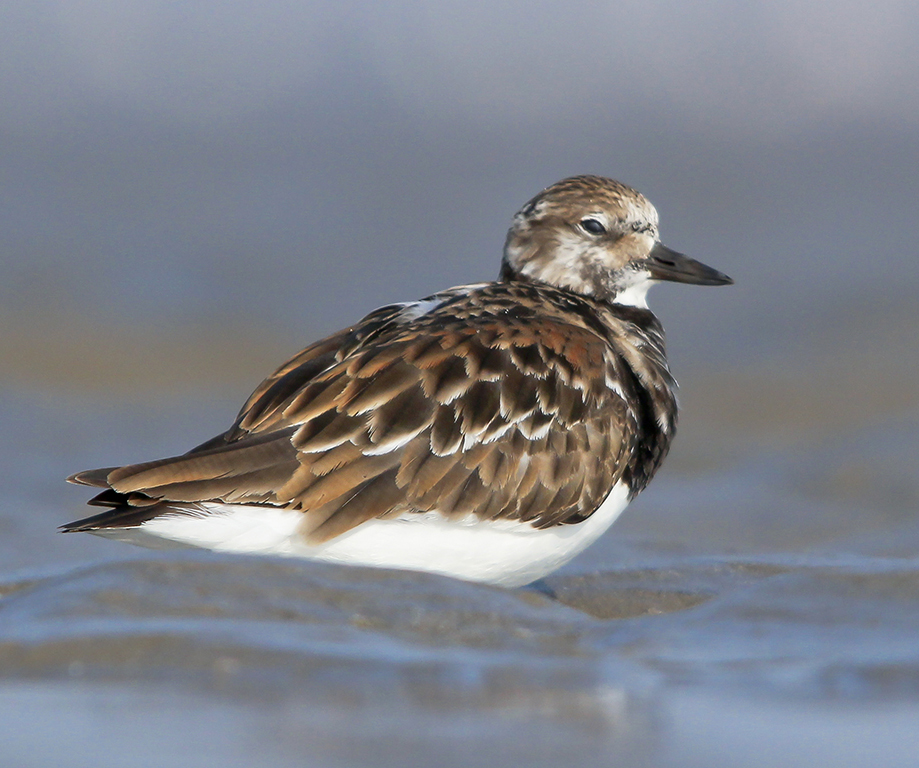
在卡奇

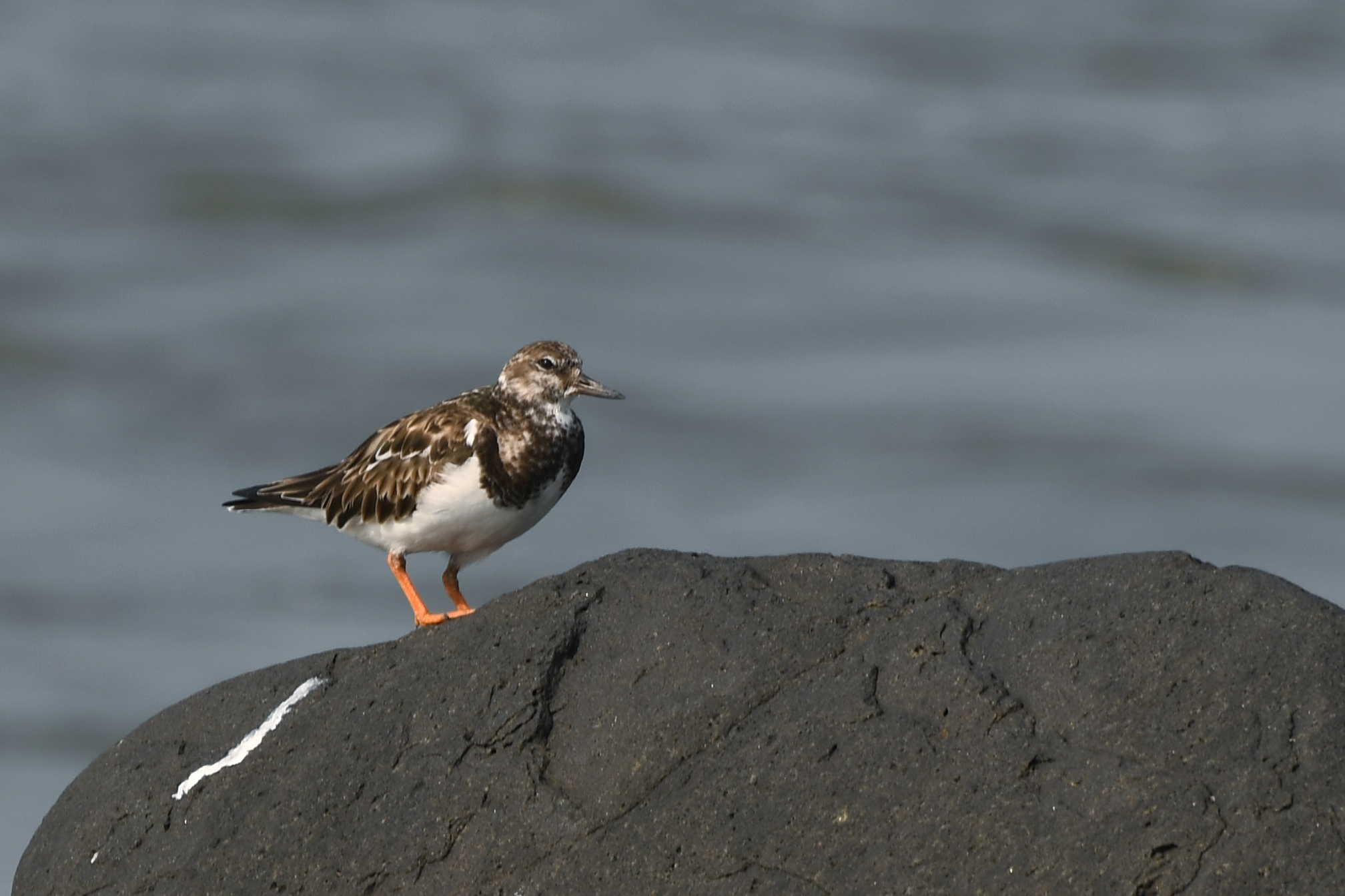
Muzhappilangad 海灘的翻石鷸

翻石鷸在北部緯度繁殖，通常距海岸不超過幾公里。亞種A. i. morinella出現在阿拉斯加北部和北極地區的加拿大，東至巴芬島。A. i. interpres則繁殖於阿拉斯加西部、埃爾斯米爾島、格陵蘭、挪威、丹麥、瑞典、芬蘭、愛沙尼亞和俄羅斯北部。它曾在德國的波羅的海沿岸繁殖，並可能在蘇格蘭和法羅群島繁殖過。
在美洲，該物種在從華盛頓州和馬薩諸塞州南至南美洲最南端的海岸過冬，儘管在智利和阿根廷的南部地區較為罕見，在福克蘭群島只作為未確認的迷鳥出現。在歐洲，它在冰島、挪威和丹麥以南的西部地區過冬。地中海沿岸只有少量的個體。在非洲，翻石鷸在整個非洲南部以及許多近海島嶼上都很常見。在亞洲，它在南部地區分佈廣泛，過冬的鳥類北至中國南部和日本（主要在琉球群島）。該物種分佈至南方的塔斯馬尼亞和紐西蘭，並存在於許多太平洋島嶼上。一些非繁殖的鳥全年留在越冬範圍的許多地方，其中一些鳥在春夏季節仍會換上繁殖羽。

## 行為

### 覓食與飲食
翻石鷸的飲食多樣，包括腐肉、蛋、魚類和植物材料，但主要以無脊椎動物為食。昆蟲及其幼蟲在繁殖季節尤為重要。在其他時候，它還會捕食甲殼類、蜘蛛、軟體動物和蠕蟲。它經常翻動石頭和其他物體，以捕捉藏在下面的獵物；這種行為正是其名字「翻石鷸」的來源。它通常成群覓食。
翻石鷸也曾被觀察到捕食其他鳥種的蛋，例如鷗、燕鷗、鴨，甚至是其他翻石鷸，儘管這種行為並不常見。在大多數觀察到的情況下，翻石鷸通常針對無人防護或無人看管的鳥巢，用喙戳破蛋殼以取食其中的內容物。
翻石鷸採取多種行為來尋找和捕捉獵物。這些行為可以歸類為六種主要類型：
- 掏挖：翻石鷸通過翻動、推動和啄食一堆海藻，來暴露隱藏在下面的小型甲殼類或腹足類軟體動物。
- 翻石：如其名，翻石鷸用喙翻動石頭以發現隱藏的海螺和鰭足目甲殼動物。
- 挖掘：翻石鷸用喙的小幅度翻動在地面基質（通常是沙或泥）上創造洞穴，然後啄食暴露出的獵物，通常是擊鉤蝦科或扁蠅科昆蟲。
- 探查：翻石鷸將喙插入地面四分之一的深度，尋找海螺及其他腹足動物。
- 錘擊探查：翻石鷸用喙作為錘子擊破獵物的殼，然後通過啄食和探查取出其中的動物。[13]
- 表面啄食：翻石鷸使用短而淺的啄食（少於喙的四分之一長度）來獲取位於或僅位於地表下的獵物。

有證據表明，翻石鷸在這些覓食行為之間存在個體偏好、性別甚至社會地位的差異。在一個研究的群體中，主導個體傾向於進行掏挖行為，同時阻止次級個體進行相同的行為。當這些主導個體被暫時移除時，一些次級個體開始掏挖，而另一些則沒有改變其覓食策略。

### 攻擊性和領域防禦
在覓食時，翻石鷸會採用不同的姿勢，這些姿勢顯示出它們的主導程度。尾巴下垂和身體蜷縮的姿勢與追逐和攻擊相關，因此表明該個體具有主導地位。攻擊中的主導性與年齡相關，幼鳥在大多數時間裡扮演次要角色。
翻石鷸的羽毛圖案與其他濱鳥相比，展現了不尋常的變異。翻石鷸利用這些獨特的羽毛圖案來辨識個體，並區分入侵其領域的外來者和佔據鄰近領域的鄰居。如果在翻石鷸的領域中放置一個假冒的玻璃纖維濱鷸模型，若該模型被塗上鄰近翻石鷸的羽毛圖案，領域內的個體反而不太可能作出攻擊性反應。

### 生態學
翻石鷸能在各種棲地和氣候條件下生存，從北極到熱帶地區不等。典型的繁殖棲地是有水源的開放凍原。在非繁殖季節，它主要出現在海岸，尤其是岩石或石頭覆蓋的海岸。它也常常出現在人造結構如防波堤和碼頭上，有時會進入靠近海岸的開放草地。少數個體有時會出現在內陸濕地，尤其是在春季和秋季遷徙期間。
在越冬地點方面，翻石鷸對特定地點的忠誠度特別高。一項於2009年發表的研究檢查了在克萊德灣一段海岸線上越冬的翻石鷸，結果顯示，在冬季結束時居住在該區域的鳥中，有95%在下一個秋季返回。同一研究還確認了翻石鷸是壽命最長的濱鳥物種之一，成鳥的年死亡率低於15%。它們的平均壽命為9年，而最長壽的記錄為19年零2個月。

### 繁殖

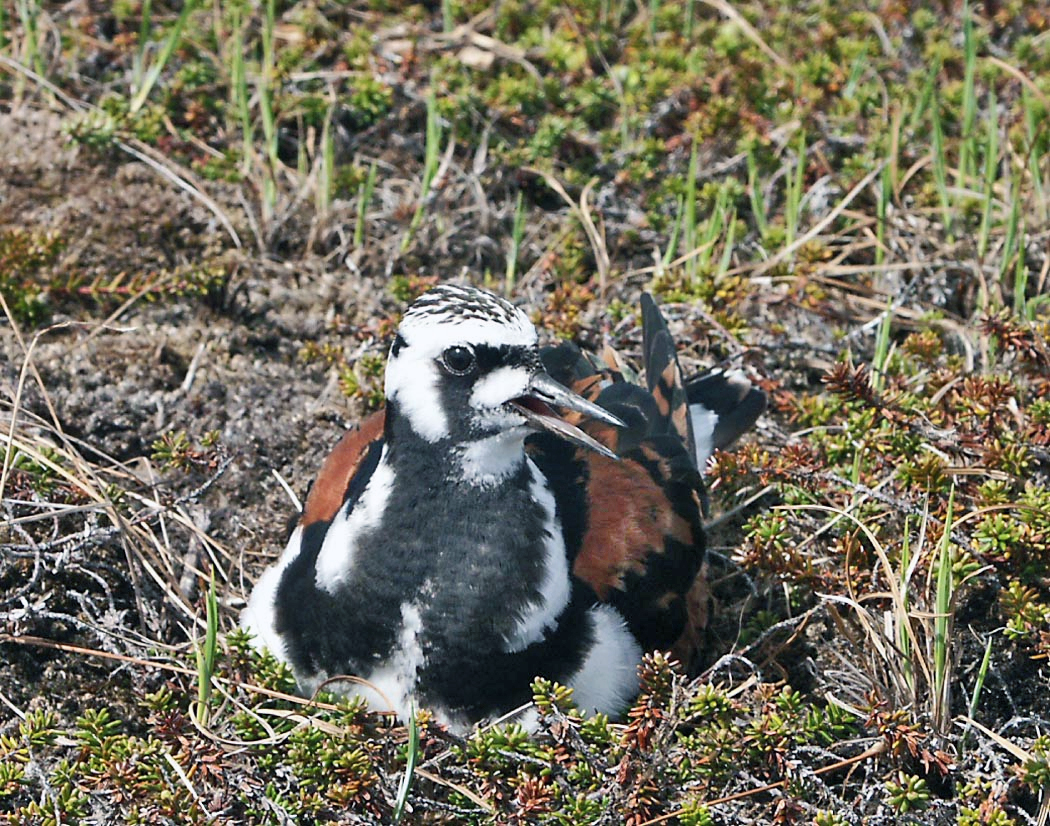
巢中繁殖羽的成鳥

這是一種一夫一妻制的鳥類，配偶可能會在多個繁殖季節中保持在一起。鳥巢是一個淺的凹陷，通常鋪有葉子。它的直徑約為11 cm（4.3英寸），深度約為3 cm（1.2英寸）。巢可能建在植被之間或裸露的石地或岩石地面上。幾對鳥可能會靠近築巢。
每次產卵量為兩到五顆蛋，其中四顆最為常見。蛋的尺寸約為41 mm × 29 mm（1.6英寸 × 1.1英寸），重約17.9 g（0.63 oz）。蛋表面光滑，略帶光澤，形狀從橢圓形到梨形不等。蛋的顏色變化多端，但通常呈淡綠褐色，並帶有深褐色斑點，斑點在較大的一端最為密集。孵化從第一顆蛋生下後開始，持續約22至24天。主要由雌鳥負責孵蛋，但雄鳥可能在最後階段提供幫助。
幼鳥屬於早熟型，在孵化後不久便能離巢。它們的上部為淡褐色，帶有深灰色斑紋，下部為白色。它們能夠自己覓食，但由父母，特別是雄鳥保護。幼鳥在19至21天後會長出成鳥羽毛。

## 狀態與保育
根據國際自然保護聯盟（IUCN）的資料，翻石鷸的種群數量目前非常穩定。加拿大環境部的調查表明，它們的數量相比1970年代有所減少（估計最多達50%），並在遷徙和越冬期間面臨多種威脅。 他們估計加拿大的翻石鷸種群數量為100,000至500,000隻成鳥。加拿大野生動物服務部估計，全球翻石鷸的數量為449,000隻，其中235,000隻在北美洲繁殖，其餘則在北極地區繁殖。它們非常常見且分佈廣泛。它們的偏遠繁殖範圍和廣泛的越冬範圍應有助於它們保持為一個常見的物種。